# Terrain de basket-ball

Plan d'un terrain de basket-ball réglementaire FIBA.

Cet article présente les caractéristiques d'un terrain FIBA de basket-ball.

## Aux abords du terrain
Aux abords d'un terrain de basket-ball, on trouve la table de marque, où il y a le marqueur, l'opérateur et le chronomètre. À ses côtés, il y a les deux bancs des deux équipes (l'équipe locale à gauche ; l'équipe visiteuse à droite).
Dans certaines salles de petite dimension, les spectateurs peuvent se trouver en contact direct avec les joueurs, à quelques mètres seulement du terrain.

## Dimensions
Généralement, ils mesurent 28 mètres de long sur 15 m de large. Un terrain de basket-ball est doublement symétrique (en longueur et en largeur). Ses dimensions peuvent varier selon les fédérations ou les compétitions : un terrain mesure 13 à 15 mètres de large et 22 à 28 mètres de longueur.

## Lignes

### Lignes de tir

#### Ligne des trois points
Elle sert à définir si un tir réussi vaudra 2 points ou 3 points. Depuis le 1er octobre 2010, elle se situe à 6,75 m du centre du panier (sauf en NBA où elle se situe à 7,23 m). Si le tir est pris après cette ligne (au-delà des 6,75 m), le tir vaudra 3 points. Si le tir est pris avant la ligne, le tir ne vaudra que 2 points. La FIBA adopta la règle de la ligne à 3 points en 1984. Avant le 1er octobre 2010, la ligne des trois points était située à 6,25 m du panier.

#### Ligne des lancers francs
Elle sert à indiquer l’endroit où les lancers francs obtenus devront être tirés. Cette ligne se situe à environ 4,60 m de la planche. Un lancer réussi compte pour 1 point seulement.

### Lignes de délimitation

#### Ligne de fond
C'est la ligne qui forme le périmètre du terrain. Si un joueur met le pied sur cette ligne ou sort avec la balle, ou si la balle touche un élément extérieur au terrain (spectateur, banc, etc.) le ballon devient mort et l'on procède à une remise en jeu.

#### Ligne médiane
Elle est située au milieu du terrain. Elle coupe le rond central, où a lieu l'entre-deux de mise en jeu. Elle démarque donc la zone avant, où l'équipe attaque, de la zone arrière, où l'équipe défend. Cette ligne doit être franchie en moins de huit secondes en attaque, sinon la balle est rendue à l'équipe adverse. Elle ne peut être franchie que dans un sens, c'est-à-dire qu'une fois que l'équipe attaquante a fait franchir la ligne médiane au ballon, celui-ci ne peut retourner en zone arrière : c'est la règle du retour en zone.
Au début de chaque quart-temps, la remise en jeu est effectuée au niveau de cette ligne, en face de la table de marque, par un joueur de l'équipe qui est désignée par la flèche de possession.

#### Zone restrictive
La raquette ou zone restrictive est située de chaque côté du terrain sous le panier. Les attaquants n'ont pas le droit de rester plus de trois secondes consécutives à l'intérieur. Elle sert aussi à imposer le positionnement des joueurs pour le rebond d'un lancer franc. De forme trapézoïdale à l'origine, elle est de forme rectangulaire depuis le 1er octobre 2010. À cette même date apparut un demi-cercle (à 1,25 m autour de l’arceau) dans lequel aucun passage en force ne peut être sifflé par l’arbitre lorsque l'attaquant est en l'air.

## Le panier
Le panier est composé d'un panneau rectangulaire de 1,80 m x 1,05 m sur laquelle est tracé un rectangle (pourtant appelé carré) de 59 cm x 45 cm. Sur cette planche, un arceau d'un diamètre de 45 cm est fixé : la balle doit passer au travers de cet arceau pour qu'un panier soit validé.
- Dans les compétitions de jeunes et de seniors, il est fixé à 3,05 m du sol.
- Dans les compétitions dites « mini-basket », il est fixé à 2,60 m ou à 2,80 m.

## Schémas
|  |  |

## Terrains de basket-ball

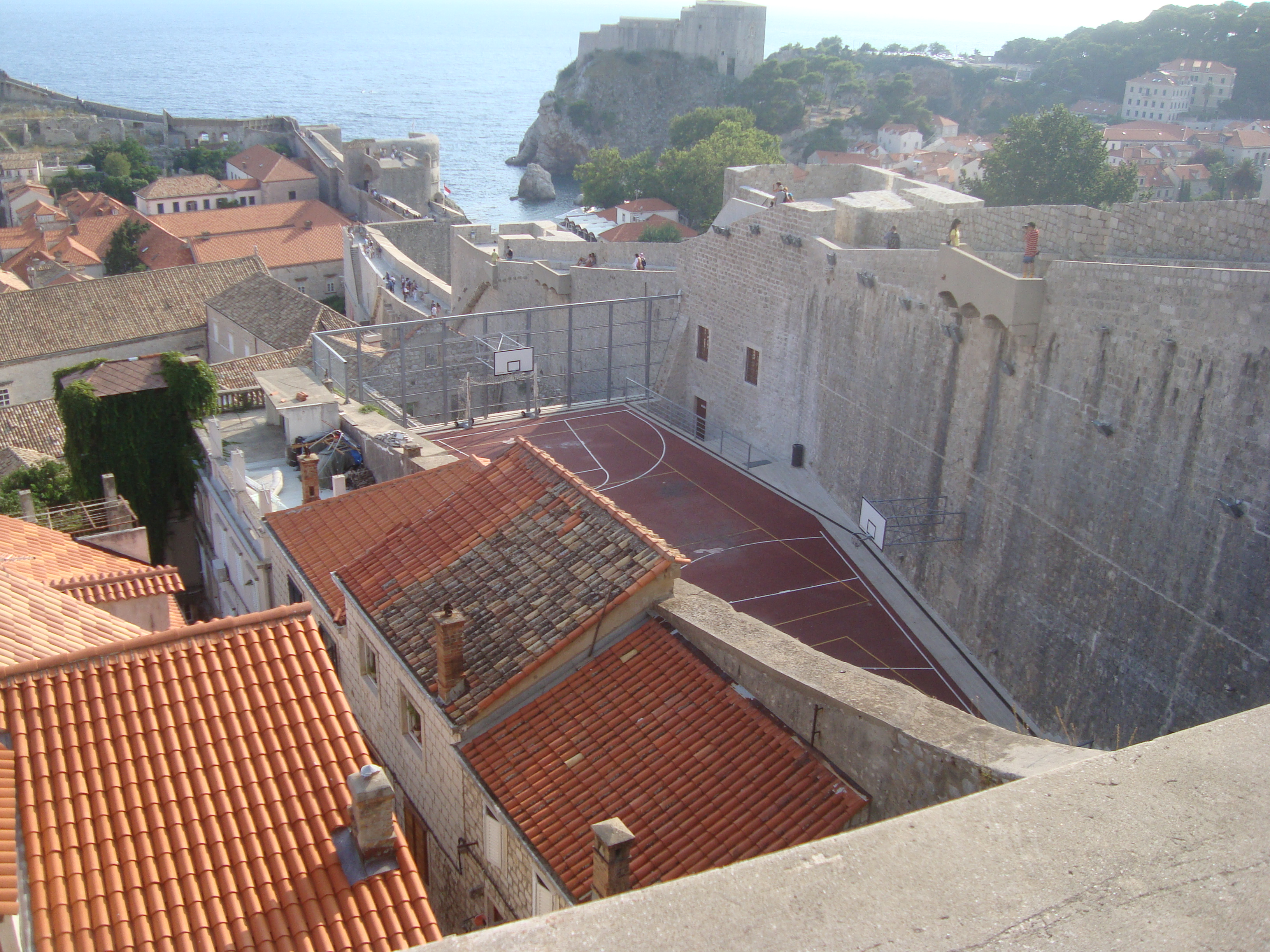
Terrain sur les remparts de Dubrovnik.

De nombreux terrains de basket-ball de dimensions variées sont installés en plein air.